# Blibli
Blibli je indonéský internetový obchodní portál. Byl založen v roce 2011.
Patří společnosti PT Global Digital Niaga, dceřiné společnosti Djarum.
Jde o jednu z největších online obchodních platforem v Indonésii a v zemi nejvyužívanější internetový obchod s potravinami. Během měsíce web navštevuje 38 milionů uživatelů a v květnu 2018 byl to 30. nejnavštěvovanější web v zemi (podle údajů Alexa Internet).
Kromě trhu e-commerce nabízí Blibli rovněž streamovací služby (od r. 2019).